# Висши корови функции
Висшите корови функции (ВКФ) изпълняват сложни познавателни, тясно специфични пространствено организирани и лингвистични дейности. Осъществяват се от кората на главния мозък – от вторичните и третичните асоциативни полета. Често тези функции се наричат когнитивни. ВКФ и нарушенията им се изучават от Невропсихологията.
ВКФ осъществяват три вида дейности и операции, които се наричат:
1. Гнозис – първо, информацията постъпва като сетивно усещане. После става висша сложна преработка на сетивната информация. При нея се получава разпознаването, класифицирането и идентифицирането на обектите.
2. Праксис – това са сложни двигателни програми, представляващи нашите двигателни умения, навици и сръчност, които са придобити чрез тренировка и обучение. Праксисните действия винаги целят постигането на определен очакван краен резултат. При праксисни действия ние имаме винаги някаква цел (какво да се получи) и този краен ефект от движението е прогнозиран (очакван).
3. Език – присъщ е само на човека и представлява знакова система от символи. Формира се и функционира само у човека. Тя му позволява да обозначава абстрактни идеи и отношенията между тях.
ВКФ имат няколко особености. Човек не се ражда с генетично кодирани анатомични системи на ВКФ. Всички форми на гнозиса, праксиса и езика се изграждат постепенно в хода на развитието на индивида. Те не се развиват спонтанно с израстването и съзряването, а се изграждат само чрез специфично обучение и поддържане на социалната среда. ВКФ имат критична възраст, което ако не започне в ранните години след раждането, тези функции не могат да се изградят пълноценно. Това се доказва при деца оцелели и отгледани в животинска среда. Те развиват двигателно поведение подобно на съответното животно. А когато в юношеска възраст са приобщавани в човешка среда, те никога не изграждат езикова знакова система. Поради това не се научават да говорят и разбират човешката реч.

## Нарушения на ВКФ
Те представляват основна част на кортикалната неврология.
Нарушенията на гнозиса се наричат агнозии. Нарушенията на праксиса се наричат апраксии. А нарушенията на езика се наричат афазии.